# 上今井香取神社
上今井香取神社（かみいまいかとりじんじゃ）は東京都江戸川区の神社。

## 歴史
1564年（永禄7年）に創建された。上今井村の鎮守であった。現在も本地仏として十一面観音を祀っており、神仏習合の名残が見られる。
1974年（昭和49年）、鉄筋造りの社殿が新築された。
社殿の後ろに、富士塚がある。1930年（昭和5年）に富士講「上今井割菱八行講」によって築造されたもので、江戸川区の有形民俗文化財に登録されている。

## 文化財
- 今井の富士塚 - 江戸川区登録有形民俗文化財・民俗資料[3]

## 交通アクセス
- 都営新宿線一之江駅より南東に徒歩12分（経路案内）。